# أرناو تيناس
أرناو تيناس (مواليد 30 مايو 2001) هو لاعب كرة قدم إسباني يلعب في مركز حارس المرمى في نادي باريس سان جيرمان.

## روابط خارجية
- أرناو تيناس على موقع الاتحاد الأوربي (الإنجليزية)
- أرناو تيناس على موقع إي إس بي إن إف سي (الإنجليزية)
- أرناو تيناس على موقع قاعدة بيانات كرة القدم.إي يو (الإنجليزية)
- أرناو تيناس على موقع ليكيب (الفرنسية)
- أرناو تيناس على موقع Soccerbase.com (لاعب) (الإنجليزية)
- أرناو تيناس على موقع Soccerway.com (الإنجليزية)
- أرناو تيناس على موقع عالم كرة القدم.نت (الإنجليزية)
- أرناو تيناس على موقع اللجنة الأولمبية الدولية (الإنجليزية)
- أرناو تيناس على موقع AS.com (الإسبانية)